# Kosala
Kosala is een geslacht van vlinders van de familie spinners (Lasiocampidae).

## Soorten
- K. flavosignata (Moore, 1879)
- K. rufa Hampson, 1892
- K. sanguinea Moore, 1879